# Kreplach
Les kreplach (du yiddish : קרעפּלעך et de l'hébreu : קרפלך) sont de petits morceaux de pâtes remplis d'une farce à base de viande hachée, de purée de pommes de terre ou d'une autre garniture, généralement bouillis et servis dans le bouillon de poule, bien qu'elles puissent également être servies frits,. Ils sont similaires aux pelmeni russes, aux raviolis ou tortellini italiens, aux maultaschen allemands et aux jiaozi et wonton chinois. La pâte est traditionnellement faite de farine, d'eau et d'œufs, pétrie et étalée finement. Traditionnellement, ce plat est servi entre Roch Hachana, le Nouvel An juif, et Yom Kippour, le jour des propitiations.